# Liste der Nummer-eins-Hits in Finnland (2023)
Dies ist eine Liste der Nummer-eins-Hits in Finnland im Jahr 2023. Sie basiert auf den offiziellen Single Top 20 und den Album Top 50, die im Auftrag von Musiikkituottajat, der finnischen Landesgruppe der IFPI, erstellt werden.

## Singles
| ← 2022 ← | Liste der Nummer-eins-Hits in Finnland | Liste der Nummer-eins-Hits in Finnland | Liste der Nummer-eins-Hits in Finnland | 2024 → |
| \| Zeitraum \| Wo. ges. \| Interpret \| Titel Autor(en) \| Zusätzliche Informationen \| \| (Zeitraum, Wochen auf Platz eins, Interpret, Titel, Autor[en], zusätzliche Informationen) \| \| \| \| \| \| ----------------------------------------------------------------------------------------- \| -------- \| ----------------------------- \| -------------------------------------------------------------------------------------------------------------------------------------------------------------- \| --------------------------------------------------------------------------------------------------------------------------------------------------------------- \| \| 1. Januar 2023 – 7. Januar 2023 1 Woche (insgesamt 2) \| 2 \| Wham! \| Last Christmas George Michael \| Seit 2007 ist das Lied ein weihnachtlicher Chartrückkehrer, 2008 erreichte es Platz 3, 2018 Platz 2 und jetzt erstmals die Spitzenposition. \| \| 8. Januar 2023 – 14. Januar 2023 1 Woche (insgesamt 4) \| 4 \| David Guetta feat. Bebe Rexha \| I’m Good (Blue) Bleta Rexha, Pierre David Guetta, Camille Angelina Purcell, Massimo Gabutti, Maurizio Lobina, Gianfranco Randone, Philip John Plested \| – \| \| 15. Januar 2023 – 21. Januar 2023 1 Woche \| 1 \| Sexmane feat. Cheek \| Äärirajoille II Antti Rihimäki, Hugo Sundstedt, Jare Henrik Tiihonen, Edward Maximilian Sene, Juha-Matti Christian Penttinen, Ossi Antti Riita, Ville Laitinen \| Das Original war 2014 ein Nummer-4-Hit für Cheek. \| \| 22. Januar 2023 – 28. Januar 2023 1 Woche \| 1 \| Behm \| Sata vuotta Rita Marketta Behm \| Für die Sängerin aus Hollola ist es der dritte Nummer-eins-Hit in vier Jahren. \| \| 29. Januar 2023 – 11. Februar 2023 2 Wochen \| 2 \| Miley Cyrus \| Flowers Miley Ray Cyrus, Michael Ross Pollack, Gregory Aldae Hein \| – \| \| 12. Februar 2023 – 18. Februar 2023 1 Woche (insgesamt 2) \| 2 \| Kuumaa \| Ylivoimainen Aaarni Juhani Soivio, Johannes Alexander Brotherus, Joonas Paul Tuomas Luhtavaara, Jonas Olsson \| Teilnehmer am Uuden Musiikin Kilpailu 2023 \| \| 19. Februar 2023 – 25. Februar 2023 1 Woche \| 1 \| Cledos & Jambo \| Kilsoi Jami Kiskonen, Kauri Ruohonen, Petro Pyysalo, Vladislav Andreevich Heponen \| – \| \| 26. Februar 2023 – 4. März 2023 1 Woche (insgesamt 2) \| 2 \| Kuumaa \| Ylivoimainen Aaarni Juhani Soivio, Johannes Alexander Brotherus, Joonas Paul Tuomas Luhtavaara, Jonas Olsson \| – \| \| 5. März 2023 – 18. März 2023 2 Wochen (insgesamt 9) \| 9 \| Käärijä \| Cha Cha Cha Musik: Johannes Eetu Eemeli Naukkarinen, Aleksi Juhani Nurmi, Jukka Tapani Sorsa; Text: Jere Mikael Pöyhönen \| Schon vor dem Vorentscheid war das Lied 5 Wochen in den Top 5, nach der Wahl zum Vertreter Finnlands beim Eurovision Song Contest 2023 steigt es an die Spitze. \| \| 19. März 2023 – 8. April 2023 3 Wochen \| 3 \| Costi \| Maailman ympäri Daniel Wilhelm Okas, Tuomas Mikael Kostiainen \| – \| \| 9. April 2023 – 6. Mai 2023 4 Wochen \| 4 \| Gettomasa \| Meit ei oo Aleksi Lehikoinen, Aleksi Asiala, Eduard Kukko, Lauri Moilanen, Robert Laukkanen \| – \| \| 7. Mai 2023 – 10. Juni 2023 5 Wochen (insgesamt 9) \| 9 \| Käärijä \| Cha Cha Cha Musik: Johannes Eetu Eemeli Naukkarinen, Aleksi Juhani Nurmi, Jukka Tapani Sorsa; Text: Jere Mikael Pöyhönen \| Zwei Wochen vor dem ESC kehrt das Lied an die Spitze zurück, im Wettbewerb belegt es Platz 2. \| \| 11. Juni 2023 – 1. Juli 2023 3 Wochen \| 3 \| Gettomasa \| Jälkeekään Aleksi Lehikoinen, Sanni Mari Elina Kurkisuo \| – \| \| 2. Juli 2023 – 15. Juli 2023 2 Wochen (insgesamt 9) \| 9 \| Käärijä \| Cha Cha Cha Musik: Johannes Eetu Eemeli Naukkarinen, Aleksi Juhani Nurmi, Jukka Tapani Sorsa; Text: Jere Mikael Pöyhönen \| – \| \| 16. Juli 2023 – 9. September 2023 8 Wochen \| 8 \| Ibe \| Blondina Ilmari Johannes Kärki, Saleh Masaadi \| – \| \| 10. September 2023 – 23. September 2023 2 Wochen \| 2 \| Jami Faltin \| Kertoimia vastaan Jami Faltin \| – \| \| 24. September 2023 – 7. Oktober 2023 2 Wochen (insgesamt 7) \| 7 \| Hugo feat. Costi \| Taulut Ahti Alvar Aleksi Peltonen, Henrik Ollas, Tommi Kaukua, Daniel Wilhelm Okas, Tuomas Mikael Kostiainen \| – \| \| 8. Oktober 2023 – 14. Oktober 2023 1 Woche \| 1 \| Turisti feat. Ibe \| Kiireinen nainen Harlova Vukulu, Ilmari Johannes Kärki, Saleh Masaadi \| – \| \| 15. Oktober 2023 – 21. Oktober 2023 1 Woche (insgesamt 7) \| 7 \| Hugo feat. Costi \| Taulut Ahti Alvar Aleksi Peltonen, Henrik Ollas, Tommi Kaukua, Daniel Wilhelm Okas, Tuomas Mikael Kostiainen \| – \| \| 22. Oktober 2023 – 28. Oktober 2023 1 Woche \| 1 \| Averagekidluke & Ibe \| Ghetto Love Lucas Kihlman, Ilmari Johannes Kärki, Kim Mannila, Wille Mannila \| – \| \| 29. Oktober 2023 – 18. November 2023 3 Wochen (insgesamt 7) \| 7 \| Hugo feat. Costi \| Taulut Ahti Alvar Aleksi Peltonen, Henrik Ollas, Tommi Kaukua, Daniel Wilhelm Okas, Tuomas Mikael Kostiainen \| – \| \| 19. November 2023 – 2. Dezember 2023 2 Wochen \| 2 \| Davi feat. Joalin \| Silkkii Antti Lauronen, Pasi Viljanen, Jukka Rousu, Seppo Salmi, Tommi Tikkanen, Jori Hulkkonen, Kari Hulkkonen, David Masomi, Joalin Loukamaa, Saleh Masaadi \| Rapversion des Nummer-eins-Hits aus dem Jahr 2011 von Jukka Poika \| \| 3. Dezember 2023 – 9. Dezember 2023 1 Woche (insgesamt 7) \| 7 \| Hugo feat. Costi \| Taulut Ahti Alvar Aleksi Peltonen, Henrik Ollas, Tommi Kaukua, Daniel Wilhelm Okas, Tuomas Mikael Kostiainen \| – \| \| 10. Dezember 2023 – 16. Dezember 2023 1 Woche \| 1 \| Cledos \| Jos mä oisin sä Daniel Lewizki, David Masomi, Jare Henrik Tiihonen, Juha-Matti Penttinen, Ossi Riita, Saleh Masaadi, Vladislav Andreevich Heponen \| Rapversion des Nummer-eins-Hits aus dem Jahr 2009 von Cheek \| \| 17. Dezember 2023 – 13. Januar 2024 4 Wochen \| 4 \| Ahti feat. Hugo \| Väärään aikaan Ahti Peltonen, Daniel Okas, Henrik Ollas, Tommi Kaukua \| – \| |                                        |                                        | | |
| ← 2022 |                                        |                                        | | → 2024 → |
| Zeitraum | Wo. ges.                               | Interpret                              | Titel Autor(en) | Zusätzliche Informationen |
| (Zeitraum, Wochen auf Platz eins, Interpret, Titel, Autor[en], zusätzliche Informationen) |                                        |                                        | | |
| 1. Januar 2023 – 7. Januar 2023 1 Woche (insgesamt 2) | 2                                      | Wham!                                  | Last Christmas George Michael | Seit 2007 ist das Lied ein weihnachtlicher Chartrückkehrer, 2008 erreichte es Platz 3, 2018 Platz 2 und jetzt erstmals die Spitzenposition.                     |
| 8. Januar 2023 – 14. Januar 2023 1 Woche (insgesamt 4) | 4                                      | David Guetta feat. Bebe Rexha          | I’m Good (Blue) Bleta Rexha, Pierre David Guetta, Camille Angelina Purcell, Massimo Gabutti, Maurizio Lobina, Gianfranco Randone, Philip John Plested          | – |
| 15. Januar 2023 – 21. Januar 2023 1 Woche | 1                                      | Sexmane feat. Cheek                    | Äärirajoille II Antti Rihimäki, Hugo Sundstedt, Jare Henrik Tiihonen, Edward Maximilian Sene, Juha-Matti Christian Penttinen, Ossi Antti Riita, Ville Laitinen | Das Original war 2014 ein Nummer-4-Hit für Cheek. |
| 22. Januar 2023 – 28. Januar 2023 1 Woche | 1                                      | Behm                                   | Sata vuotta Rita Marketta Behm | Für die Sängerin aus Hollola ist es der dritte Nummer-eins-Hit in vier Jahren.                                                                                  |
| 29. Januar 2023 – 11. Februar 2023 2 Wochen | 2                                      | Miley Cyrus                            | Flowers Miley Ray Cyrus, Michael Ross Pollack, Gregory Aldae Hein                                                                                              | – |
| 12. Februar 2023 – 18. Februar 2023 1 Woche (insgesamt 2) | 2                                      | Kuumaa                                 | Ylivoimainen Aaarni Juhani Soivio, Johannes Alexander Brotherus, Joonas Paul Tuomas Luhtavaara, Jonas Olsson                                                   | Teilnehmer am Uuden Musiikin Kilpailu 2023 |
| 19. Februar 2023 – 25. Februar 2023 1 Woche | 1                                      | Cledos & Jambo                         | Kilsoi Jami Kiskonen, Kauri Ruohonen, Petro Pyysalo, Vladislav Andreevich Heponen                                                                              | – |
| 26. Februar 2023 – 4. März 2023 1 Woche (insgesamt 2) | 2                                      | Kuumaa                                 | Ylivoimainen Aaarni Juhani Soivio, Johannes Alexander Brotherus, Joonas Paul Tuomas Luhtavaara, Jonas Olsson                                                   | – |
| 5. März 2023 – 18. März 2023 2 Wochen (insgesamt 9) | 9                                      | Käärijä                                | Cha Cha Cha Musik: Johannes Eetu Eemeli Naukkarinen, Aleksi Juhani Nurmi, Jukka Tapani Sorsa; Text: Jere Mikael Pöyhönen                                       | Schon vor dem Vorentscheid war das Lied 5 Wochen in den Top 5, nach der Wahl zum Vertreter Finnlands beim Eurovision Song Contest 2023 steigt es an die Spitze. |
| 19. März 2023 – 8. April 2023 3 Wochen | 3                                      | Costi                                  | Maailman ympäri Daniel Wilhelm Okas, Tuomas Mikael Kostiainen                                                                                                  | – |
| 9. April 2023 – 6. Mai 2023 4 Wochen | 4                                      | Gettomasa                              | Meit ei oo Aleksi Lehikoinen, Aleksi Asiala, Eduard Kukko, Lauri Moilanen, Robert Laukkanen                                                                    | – |
| 7. Mai 2023 – 10. Juni 2023 5 Wochen (insgesamt 9) | 9                                      | Käärijä                                | Cha Cha Cha Musik: Johannes Eetu Eemeli Naukkarinen, Aleksi Juhani Nurmi, Jukka Tapani Sorsa; Text: Jere Mikael Pöyhönen                                       | Zwei Wochen vor dem ESC kehrt das Lied an die Spitze zurück, im Wettbewerb belegt es Platz 2.                                                                   |
| 11. Juni 2023 – 1. Juli 2023 3 Wochen | 3                                      | Gettomasa                              | Jälkeekään Aleksi Lehikoinen, Sanni Mari Elina Kurkisuo | – |
| 2. Juli 2023 – 15. Juli 2023 2 Wochen (insgesamt 9) | 9                                      | Käärijä                                | Cha Cha Cha Musik: Johannes Eetu Eemeli Naukkarinen, Aleksi Juhani Nurmi, Jukka Tapani Sorsa; Text: Jere Mikael Pöyhönen                                       | – |
| 16. Juli 2023 – 9. September 2023 8 Wochen | 8                                      | Ibe                                    | Blondina Ilmari Johannes Kärki, Saleh Masaadi | – |
| 10. September 2023 – 23. September 2023 2 Wochen | 2                                      | Jami Faltin                            | Kertoimia vastaan Jami Faltin | – |
| 24. September 2023 – 7. Oktober 2023 2 Wochen (insgesamt 7) | 7                                      | Hugo feat. Costi                       | Taulut Ahti Alvar Aleksi Peltonen, Henrik Ollas, Tommi Kaukua, Daniel Wilhelm Okas, Tuomas Mikael Kostiainen                                                   | – |
| 8. Oktober 2023 – 14. Oktober 2023 1 Woche | 1                                      | Turisti feat. Ibe                      | Kiireinen nainen Harlova Vukulu, Ilmari Johannes Kärki, Saleh Masaadi                                                                                          | – |
| 15. Oktober 2023 – 21. Oktober 2023 1 Woche (insgesamt 7) | 7                                      | Hugo feat. Costi                       | Taulut Ahti Alvar Aleksi Peltonen, Henrik Ollas, Tommi Kaukua, Daniel Wilhelm Okas, Tuomas Mikael Kostiainen                                                   | – |
| 22. Oktober 2023 – 28. Oktober 2023 1 Woche | 1                                      | Averagekidluke & Ibe                   | Ghetto Love Lucas Kihlman, Ilmari Johannes Kärki, Kim Mannila, Wille Mannila                                                                                   | – |
| 29. Oktober 2023 – 18. November 2023 3 Wochen (insgesamt 7) | 7                                      | Hugo feat. Costi                       | Taulut Ahti Alvar Aleksi Peltonen, Henrik Ollas, Tommi Kaukua, Daniel Wilhelm Okas, Tuomas Mikael Kostiainen                                                   | – |
| 19. November 2023 – 2. Dezember 2023 2 Wochen | 2                                      | Davi feat. Joalin                      | Silkkii Antti Lauronen, Pasi Viljanen, Jukka Rousu, Seppo Salmi, Tommi Tikkanen, Jori Hulkkonen, Kari Hulkkonen, David Masomi, Joalin Loukamaa, Saleh Masaadi  | Rapversion des Nummer-eins-Hits aus dem Jahr 2011 von Jukka Poika                                                                                               |
| 3. Dezember 2023 – 9. Dezember 2023 1 Woche (insgesamt 7) | 7                                      | Hugo feat. Costi                       | Taulut Ahti Alvar Aleksi Peltonen, Henrik Ollas, Tommi Kaukua, Daniel Wilhelm Okas, Tuomas Mikael Kostiainen                                                   | – |
| 10. Dezember 2023 – 16. Dezember 2023 1 Woche | 1                                      | Cledos                                 | Jos mä oisin sä Daniel Lewizki, David Masomi, Jare Henrik Tiihonen, Juha-Matti Penttinen, Ossi Riita, Saleh Masaadi, Vladislav Andreevich Heponen              | Rapversion des Nummer-eins-Hits aus dem Jahr 2009 von Cheek |
| 17. Dezember 2023 – 13. Januar 2024 4 Wochen | 4                                      | Ahti feat. Hugo                        | Väärään aikaan Ahti Peltonen, Daniel Okas, Henrik Ollas, Tommi Kaukua                                                                                          | – |

## Alben
| ← 2022 ← | Liste der Nummer-eins-Hits in Finnland | Liste der Nummer-eins-Hits in Finnland | Liste der Nummer-eins-Hits in Finnland | 2024 → |
| \| Zeitraum \| Wo. ges. \| Interpret \| Titel \| Zusätzliche Informationen \| \| (Zeitraum, Wochen auf Platz eins, Interpret, Titel, zusätzliche Informationen) \| \| \| \| \| \| ------------------------------------------------------------------------------ \| -------- \| ------------------ \| ---------------------------------- \| -------------------------------------------------------------------------------------------------------------------------------------------------------------------------------------------- \| \| 18. Dezember 2022 – 14. Januar 2023 4 Wochen \| 4 \| Costi \| Limbo \| – \| \| 15. Januar 2023 – 21. Januar 2023 1 Woche \| 1 \| Sexmane \| Sextape II \| – \| \| 22. Januar 2023 – 28. Januar 2023 1 Woche \| 1 \| VV \| Neon noir \| Für Ville Valo ist es das erste Solo-Nummer-eins-Album unter seinem neuen Pseudonym VV und das zweite ohne seine Ex-Band HIM. \| \| 29. Januar 2023 – 18. Februar 2023 3 Wochen (insgesamt 11) \| 11 \| Gettomasa \| Vastustamaton \| – \| \| 19. Februar 2023 – 25. Februar 2023 1 Woche \| 1 \| Vesala \| Näkemiin, melankolia \| – \| \| 26. Februar 2023 – 4. März 2023 1 Woche (insgesamt 11) \| 11 \| Gettomasa \| Vastustamaton \| – \| \| 5. März 2023 – 11. März 2023 1 Woche \| 1 \| Insomnium \| Anno 1696 \| – \| \| 12. März 2023 – 18. März 2023 1 Woche (insgesamt 11) \| 11 \| Gettomasa \| Vastustamaton \| – \| \| 19. März 2023 – 25. März 2023 1 Woche \| 1 \| Arppa \| Valeria \| – \| \| 26. März 2023 – 1. April 2023 1 Woche \| 1 \| Maustetytöt \| Maailman onnellisin kansa \| – \| \| 2. April 2023 – 8. April 2023 1 Woche (insgesamt 11) \| 11 \| Gettomasa \| Vastustamaton \| – \| \| 8. April 2023 – 22. April 2023 2 Wochen (insgesamt 20) \| 20 \| Kuumaa \| Hyvikset ja pahikset \| – \| \| 23. April 2023 – 29. April 2023 1 Woche \| 1 \| Metallica \| 72 Seasons \| – \| \| 30. April 2023 – 10. Juni 2023 6 Wochen (insgesamt 20) \| 20 \| Kuumaa \| Hyvikset ja pahikset \| – \| \| 11. Juni 2023 – 24. Juni 2023 2 Wochen \| 2 \| Isac Elliot \| Kävi miten kävi \| – \| \| 25. Juni 2023 – 8. Juli 2023 2 Wochen \| 2 \| Antti Tuisku \| Sisään ja ulos \| – \| \| 9. Juli 2023 – 5. August 2023 4 Wochen (insgesamt 20) \| 20 \| Kuumaa \| Hyvikset ja pahikset \| – \| \| 6. August 2023 – 12. August 2023 1 Woche \| 1 \| Travis Scott \| Utopia \| – \| \| 13. August 2023 – 9. September 2023 4 Wochen (insgesamt 20) \| 20 \| Kuumaa \| Hyvikset ja pahikset \| – \| \| 10. September 2023 – 23. September 2023 2 Wochen \| 2 \| Jami Faltin \| Kertoimia vastaan \| – \| \| 24. September 2023 – 30. September 2023 1 Woche \| 1 \| Bee \| Hupsis \| – \| \| 1. Oktober 2023 – 7. Oktober 2023 1 Woche (insgesamt 3) \| 3 \| Behm \| Merkittävät erot \| – \| \| 8. Oktober 2023 – 14. Oktober 2023 1 Woche \| 1 \| Stam1na \| X \| – \| \| 15. Oktober 2023 – 28. Oktober 2023 2 Wochen (insgesamt 3) \| 3 \| Behm \| Merkittävät erot \| – \| \| 29. Oktober 2023 – 4. November 2023 1 Woche \| 1 \| Cledos \| Euro Musik \| – \| \| 5. November 2023 – 11. November 2023 1 Woche \| 1 \| Lauri Haav \| Aino \| – \| \| 12. November 2023 – 16. Dezember 2023 5 Wochen (insgesamt 6) \| 6 \| Ibe \| Räppäri \| – \| \| 17. Dezember 2023 – 23. Dezember 2023 1 Woche \| 1 \| Old Gods of Asgard \| Rebirth – Greatest Hits \| – \| \| 24. Dezember 2023 – 30. Dezember 2023 1 Woche \| 1 \| Children of Bodom \| A Chapter Called Children of Bodom \| – \| \| 31. Dezember 2023 – 6. Januar 2024 1 Woche (insgesamt 2) \| 2 \| Suvi Teräsniska \| Tulkoon joulu \| von 2009 stammt das Weihnachtsalbum, die Sängerin aus Kolari kam damals zum ersten Mal unter die Top 3; im Vorjahr wurde es wiederentdeckt und erreicht Platz 2 und diesmal den Spitzenplatz \| |                                        |                                        |                                        | |
| ← 2022 |                                        |                                        |                                        | → 2024 → |
| Zeitraum | Wo. ges.                               | Interpret                              | Titel                                  | Zusätzliche Informationen |
| (Zeitraum, Wochen auf Platz eins, Interpret, Titel, zusätzliche Informationen) |                                        |                                        |                                        | |
| 18. Dezember 2022 – 14. Januar 2023 4 Wochen | 4                                      | Costi                                  | Limbo                                  | – |
| 15. Januar 2023 – 21. Januar 2023 1 Woche | 1                                      | Sexmane                                | Sextape II                             | – |
| 22. Januar 2023 – 28. Januar 2023 1 Woche | 1                                      | VV                                     | Neon noir                              | Für Ville Valo ist es das erste Solo-Nummer-eins-Album unter seinem neuen Pseudonym VV und das zweite ohne seine Ex-Band HIM.                                                                |
| 29. Januar 2023 – 18. Februar 2023 3 Wochen (insgesamt 11) | 11                                     | Gettomasa                              | Vastustamaton                          | – |
| 19. Februar 2023 – 25. Februar 2023 1 Woche | 1                                      | Vesala                                 | Näkemiin, melankolia                   | – |
| 26. Februar 2023 – 4. März 2023 1 Woche (insgesamt 11) | 11                                     | Gettomasa                              | Vastustamaton                          | – |
| 5. März 2023 – 11. März 2023 1 Woche | 1                                      | Insomnium                              | Anno 1696                              | – |
| 12. März 2023 – 18. März 2023 1 Woche (insgesamt 11) | 11                                     | Gettomasa                              | Vastustamaton                          | – |
| 19. März 2023 – 25. März 2023 1 Woche | 1                                      | Arppa                                  | Valeria                                | – |
| 26. März 2023 – 1. April 2023 1 Woche | 1                                      | Maustetytöt                            | Maailman onnellisin kansa              | – |
| 2. April 2023 – 8. April 2023 1 Woche (insgesamt 11) | 11                                     | Gettomasa                              | Vastustamaton                          | – |
| 8. April 2023 – 22. April 2023 2 Wochen (insgesamt 20) | 20                                     | Kuumaa                                 | Hyvikset ja pahikset                   | – |
| 23. April 2023 – 29. April 2023 1 Woche | 1                                      | Metallica                              | 72 Seasons                             | – |
| 30. April 2023 – 10. Juni 2023 6 Wochen (insgesamt 20) | 20                                     | Kuumaa                                 | Hyvikset ja pahikset                   | – |
| 11. Juni 2023 – 24. Juni 2023 2 Wochen | 2                                      | Isac Elliot                            | Kävi miten kävi                        | – |
| 25. Juni 2023 – 8. Juli 2023 2 Wochen | 2                                      | Antti Tuisku                           | Sisään ja ulos                         | – |
| 9. Juli 2023 – 5. August 2023 4 Wochen (insgesamt 20) | 20                                     | Kuumaa                                 | Hyvikset ja pahikset                   | – |
| 6. August 2023 – 12. August 2023 1 Woche | 1                                      | Travis Scott                           | Utopia                                 | – |
| 13. August 2023 – 9. September 2023 4 Wochen (insgesamt 20) | 20                                     | Kuumaa                                 | Hyvikset ja pahikset                   | – |
| 10. September 2023 – 23. September 2023 2 Wochen | 2                                      | Jami Faltin                            | Kertoimia vastaan                      | – |
| 24. September 2023 – 30. September 2023 1 Woche | 1                                      | Bee                                    | Hupsis                                 | – |
| 1. Oktober 2023 – 7. Oktober 2023 1 Woche (insgesamt 3) | 3                                      | Behm                                   | Merkittävät erot                       | – |
| 8. Oktober 2023 – 14. Oktober 2023 1 Woche | 1                                      | Stam1na                                | X                                      | – |
| 15. Oktober 2023 – 28. Oktober 2023 2 Wochen (insgesamt 3) | 3                                      | Behm                                   | Merkittävät erot                       | – |
| 29. Oktober 2023 – 4. November 2023 1 Woche | 1                                      | Cledos                                 | Euro Musik                             | – |
| 5. November 2023 – 11. November 2023 1 Woche | 1                                      | Lauri Haav                             | Aino                                   | – |
| 12. November 2023 – 16. Dezember 2023 5 Wochen (insgesamt 6) | 6                                      | Ibe                                    | Räppäri                                | – |
| 17. Dezember 2023 – 23. Dezember 2023 1 Woche | 1                                      | Old Gods of Asgard                     | Rebirth – Greatest Hits                | – |
| 24. Dezember 2023 – 30. Dezember 2023 1 Woche | 1                                      | Children of Bodom                      | A Chapter Called Children of Bodom     | – |
| 31. Dezember 2023 – 6. Januar 2024 1 Woche (insgesamt 2) | 2                                      | Suvi Teräsniska                        | Tulkoon joulu                          | von 2009 stammt das Weihnachtsalbum, die Sängerin aus Kolari kam damals zum ersten Mal unter die Top 3; im Vorjahr wurde es wiederentdeckt und erreicht Platz 2 und diesmal den Spitzenplatz |